# Елдора (Колорадо)
Елдора (англ. Eldora) — переписна місцевість (CDP) в США, в окрузі Боулдер штату Колорадо. Населення — 140 осіб (2020).

## Географія
Елдора розташована за координатами 39°57′30″ пн. ш. 105°35′6″ зх. д. / 39.95833° пн. ш. 105.58500° зх. д. (39.958261, -105.584996).  За даними Бюро перепису населення США в 2010 році переписна місцевість мала площу 10,83 км², з яких 10,76 км² — суходіл та 0,06 км² — водойми.

## Демографія
Згідно з переписом 2010 року, у переписній місцевості мешкали 142 особи в 83 домогосподарствах у складі 33 родин. Густота населення становила 13 особи/км².  Було 253 помешкання (23/км²).
Расовий склад населення:
| - 94,4 % — білих - 0,7 % — корінних американців - 0,7 % — азіатів |

До двох чи більше рас належало 3,5 %. Частка іспаномовних становила 1,4 % від усіх жителів.
За віковим діапазоном населення розподілялося таким чином: 9,9 % — особи молодші 18 років, 80,9 % — особи у віці 18—64 років, 9,2 % — особи у віці 65 років та старші. Медіана віку мешканця становила 45,5 року. На 100 осіб жіночої статі у переписній місцевості припадало 149,1 чоловіків;  на 100 жінок у віці від 18 років та старших — 151,0 чоловіків також старших 18 років.
За межею бідності перебувало 28,6 % осіб, у тому числі 0,0 % дітей у віці до 18 років та 0,0 % осіб у віці 65 років та старших.
Цивільне працевлаштоване населення становило 44 особи. Основні галузі зайнятості: інформація — 36,4 %, науковці, спеціалісти, менеджери — 31,8 %, сільське господарство, лісництво, риболовля — 31,8 %.